# Bošice
Bošice (deutsch Boschitz) ist eine Gemeinde in Tschechien. Sie liegt sieben Kilometer nordöstlich von Vimperk in Südböhmen und gehört zum Okres Prachatice.

## Geographie

### Lage
Bošice befindet sich im Vorland des Böhmerwaldes. Das Dorf liegt im Tal des Baches Bošický potok im Freigebirge Brdo. Nordöstlich erheben sich der Věnec (Wienec, 765 m) und der Pržmo, östlich die Hůrka (662 m) und die Silná hora (735 m), südöstlich der Brdo (892 m), im Süden der Mářský vrch (Marcy, 905 m) und die Šibeničná hora (872 m), westlich die Ivovice (742 m) und im Nordwesten die Křížovice (732 m).
Nachbarorte sind Čkyně und Hradčany im Norden, Havrdův Mlýn, Zálezly, Kovanín und Setěchovice im Nordosten, Budilov und Mlaka im Osten, Budilovské Brdo, Radhostice, Dvorec und Lštění im Südosten, Brdo, Svatá Maří und Štítkov im Süden, Záhoří im Südwesten, Smrčná,  Sudslavice und Skalice im Westen sowie Bohumilice, U Jirků, U Smítků und Sedlec im Nordwesten.

### Gemeindegliederung
Die Gemeinde Bošice besteht aus den Ortsteilen Bošice (Boschitz), Budilov (Budilau), Hradčany (Hradčani, 1939–45 Burgberg) und Záhoří (Zahorj bzw. Neu Skalitz, 1939–45 Kammberg). sowie den Ansiedlungen Budilovské Brdo und Mlaka. Grundsiedlungseinheiten sind  Bošice, Brdo (Neue Ansiedlung), Budilov, Hradčany, Mlaka und Záhoří.
Das Gemeindegebiet gliedert sich in die Katastralbezirke Bošice, Budilov und Hradčany u Čkyně.

### Nachbargemeinden
| Čkyně      | Lčovice                                     | Zálezly    |
| Bohumilice | Kompassrose, die auf Nachbargemeinden zeigt |            |
| Svatá Maří |                                             | Radhostice |

## Geschichte
Archäologische Funde belegen eine keltische Besiedlung der Gegend während der späten Hallstattzeit und der Latènezeit. Auf dem Věnec befand sich zwischen dem 5. Jahrhundert v. Chr. und dem 1. Jahrhundert eine bedeutende Burgstätte.
Es wird angenommen, dass das Dorf durch Künische Freibauern gegründet wurde. Die erste schriftliche Erwähnung des Ortes erfolgte am 11. August 1314 im ersten künischen Privileg Königin Elisabeths von Böhmen. Darin sind unter den aufgeführten 28 Dörfern des königlichen Woliner Gebietes auch Bošice mit dem Wald Brdo, Budilov, Hradčany und Záhoří aufgeführt. Durch Bošice verlief ein mittelalterlicher Handelsweg des Goldenen Steiges, der von der Landesgrenze bei Kunžvart über Horní Vltavice, Pravětín, Trhonín, Láz, den Pržmo und Zlešice nach Volyně führte. Nachdem König Vladislav II. Jagiello 1490 das Freigebirge Brdo vom königlichen Woliner Gebiet abgetrennt und an Wilhelm von Pernstein verpfändet hatte, begannen die adligen Pfandherren die den Künischen Freibauern für ihre Aufgaben zur Sicherung der Grenzen erteilten besonderen Freiheiten einzuschränken und machten sie zu Untertanen. Im Jahre 1585 kaufte Wilhelm von Rosenberg das Freigebirge. Sein Bruder Peter Wok von Rosenberg musste das Gebiet schließlich wegen Überschuldung an die Mallowetz von Cheynow und Winterberg (Malovec z Chýnova a Vimperka) verkaufen, die es ihrem Gut Skalitz einverleibten. Im Laufe des 17. und 18. Jahrhunderts verloren die Bauern des Freigebirges Brdo ihre letzten Privilegien und fielen in die Leibeigenschaft. Záhoří wurde während des Dreißigjährigen Krieges niedergebrannt. Wenzel Mallowetz trennte 1794 einen Teil des Freigebirges vom Familienfideikommissgut Skalitz ab, ließ es allodisieren und verkaufte es an den Besitzer der benachbarten Herrschaft Eltschowitz, Franz von und zu Sickingen. Das Allodialgut Neu-Skalitz bestand aus den Dörfern Boschitz und Zahořj (Záhoří) sowie den zu Budielau (Budilov) eingeschriebenen Einschichten am Bergrücken Brdo. Im Jahre 1809 erwarb Wenzel Mallowetz Neu-Skalitz zurück und ließ das Gut in der Landtafel wieder mit dem Familienfideikommissgut (Alt-)Skalitz vereinigen. Im Jahre 1814 erbte Franz Freiherr Mallowetz die Güter von seinem Vater. Im Jahre 1840 umfasste das Allodialgut Neu-Skalitz eine nutzbare Fläche von 594 Joch und 589 Quadratklafter. Das Dorf Boschitz/Božice bestand aus 35 Häusern mit 205 tschechischsprachigen Einwohnern. Pfarrort war Bohumilitz. In den 1840er Jahren erwarben die Grafen Thun und Hohenstein die Güter. Bis zur Mitte des 19. Jahrhunderts blieb Boschitz immer dem Fideikommissgut Alt-Skalitz samt dem Allodialgut Neu-Skalitz untertänig.
Nach der Aufhebung der Patrimonialherrschaften bildete Bošice/Boschitz ab 1850 mit den Ortsteilen Hradčany, Záhoří und Záhořské Brdo eine Gemeinde in der Bezirkshauptmannschaft Prachatice und dem Gerichtsbezirk Vimperk. In der zweiten Hälfte des 19. Jahrhunderts wurden die Lumbe von Malonice Besitzer der Skalitzer Güter. Vor dem Ersten Weltkrieg lebte in Bošice eine jüdische Familie. Záhoří und Záhořské Brdo bildeten ab 1924 den Ortsteil Záhoří-Brdo. 1936 wurden auf dem Mářský vrch auf Initiative des Pfarrers von Malenice, František Teplý, eine Kapelle und ein Aussichtsturm errichtet. Nachdem Prachatice 1938 infolge des Münchner Abkommens an das Deutsche Reich abgetreten werden musste, verblieb Bošice bei der Tschechoslowakei und gehörte zwischen 1938 und 1945 zum Bezirk Strakonice und Gerichtsbezirk Volyně. Nach dem Ende des Zweiten Weltkrieges kam das Dorf wieder zum Okres Prachatice zurück. Záhořské Brdo wurde 1948 auf Wunsch seiner Einwohner nach Štítkov umgemeindet und kam mit diesem zusammen 1980 zur Gemeinde Maří. Am 1. Jänner 1949 wurde das Dorf dem neu gebildeten Okres Vimperk zugeordnet. Nach der Aufhebung des Okres Vimperk wurde die Gemeinde 1961 Teil des Okres Prachatice. 1964 erfolgte die Eingemeindung von Budilov mit Budilovské Brdo und Mlaka. Zugleich wurde der Ortsteil Záhoří-Brdo in Záhoří umbenannt. Auf der Südwestflanke des Mářský vrch wurde 1980 ein 80 m hoher Fernsehturm errichtet.

## Sehenswürdigkeiten

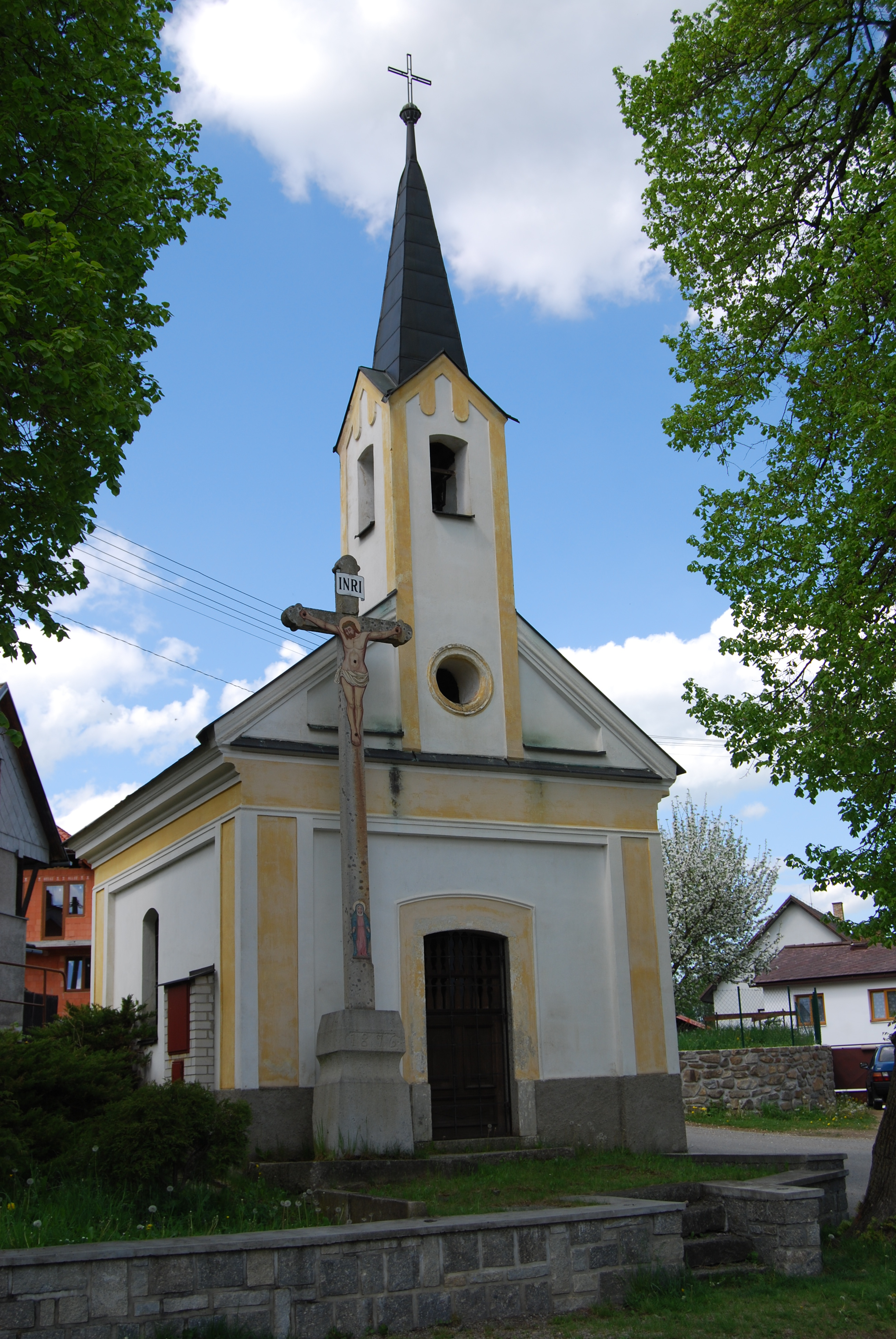
Kapelle in Bošice

- Gezimmerte Chaluppen in Volksbauweise
- Kapelle in Bošice, errichtet in der Mitte des 19. Jahrhunderts
- Kapelle in Budilov
- Kapelle in Hradčany
- Kapelle in Záhoří
- Keltische Burgstätte Věnec auf dem gleichnamigen Berg. Die 8 ha große Anlage bestand aus einer Akropolis und zwei Vorburgen. Erhalten ist ein ringförmiger Steinwall, der dem Berg auch seinen Namen (zu deutsch Kranz) gab. Der Berg ist ein archäologisches Schutzgebiet und Kulturdenkmal. An seinem südlichen Fuße ist bei Budilov ein Künischer Meilenstein (Královácký mezník) aus dem 17. Jahrhundert erhalten.
- Mářský vrch mit Steinernem Meer, Aussichtsturm und Fernsehsendeturm. Wegen seines unbewaldeten felsigen Gipfels wurde der Berg früher als Lysá skála bezeichnet. Das steinerne Meer ist als Naturreservat Mářský vrch geschützt. Die Kapelle auf dem Berg fiel in der zweiten Hälfte des 20. Jahrhunderts Vandalismus zum Opfer.